# Minecraft (franquia)

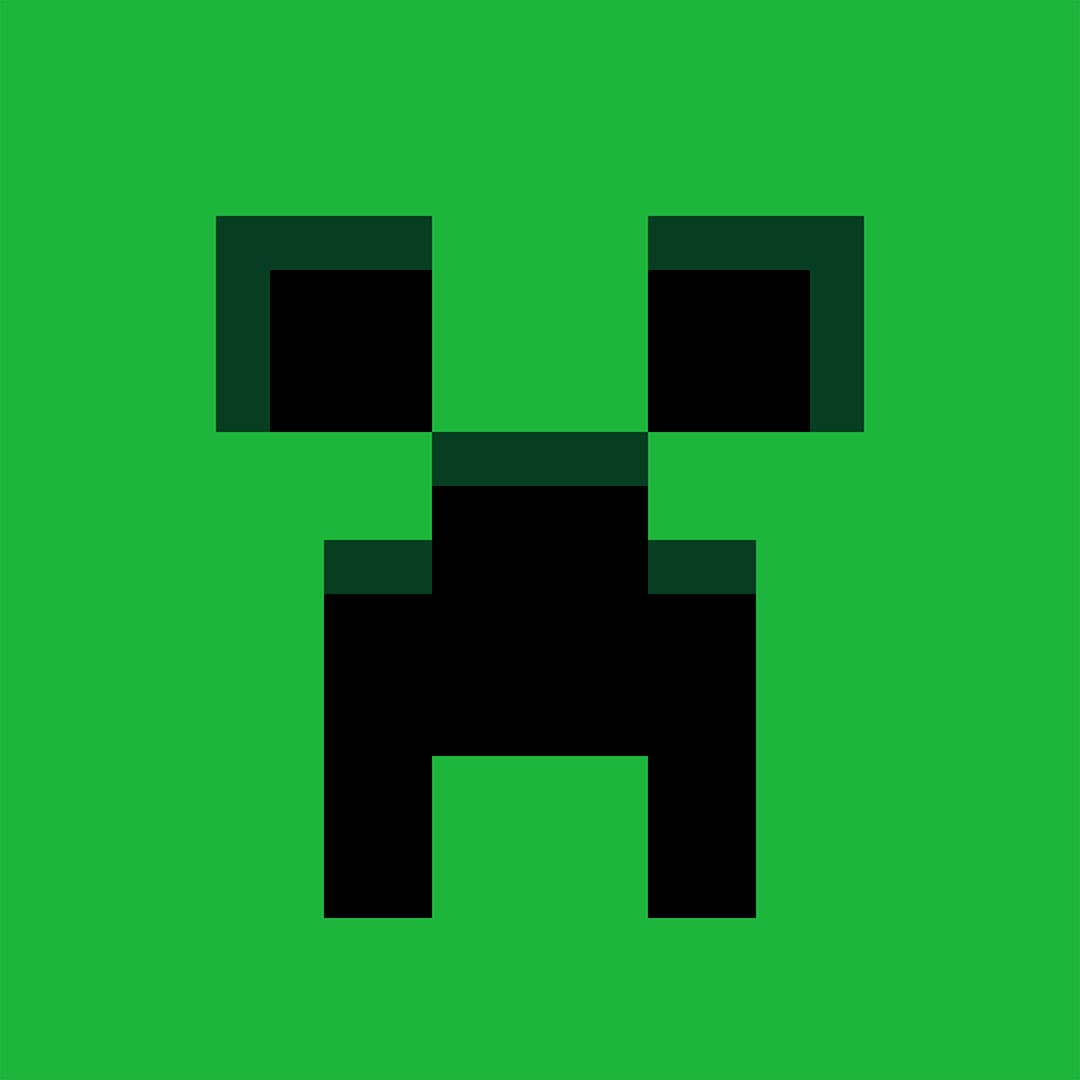
Creeper Face

Minecraft é uma franquia de mídia desenvolvida em grande parte pela Mojang Studios e centrada no videojogo de mesmo nome. Consiste em cinco jogos eletrônicos, juntamente com vários livros, produtos, eventos, e um próximo filme teatral. A Microsoft adquiriu a Mojang Studios em 2014, juntamente com a franquia Minecraft e suas edições.

## Jogos
| Título                | Data de lançamento     | Desenvolvedora |
| --------------------- | ---------------------- | -------------- |
| Minecraft             | 18 de novembro de 2011 | Mojang Studios |
| Minecraft: Story Mode | 13 de outubro de 2015  | Telltale Games |
| Minecraft Education   | 1 de novembro de 2016  | Mojang Studios |
| Minecraft Earth       | 11 de dezembro de 2019 | Mojang Studios |
| Minecraft Dungeons    | 26 de maio de 2020     | Mojang Studios |
| Minecraft Legends     | 18 de abril de 2023    | Mojang Studios |